# Lúcio Mânlio Acidino
Lúcio Mânlio Acidino (em latim: Lucius Manlius Acidinus; fl. final do século III a.C.) foi um membro da gente Mânlia que assumiu a posição de pretor urbano em 210 a.C. e propretor na Hispânia em 206 a.C. Lúcio Mânlio Acidino Fulviano, cônsul em 179 a.C., era seu filho adotivo.

## Biografia
Lúcio Mânlio foi enviado pelo Senado romano para a Sicília para trazer de volta o cônsul Marco Valério Levino, que precisava organizar a eleição do ano seguinte. Em 207 a.C., ele estava com as tropas romanas em Narnia, na Úmbria, com a missão de enfrentar o general cartaginês Asdrúbal Barca e foi o primeiro a enviar notícias da derrota deste a Roma. No ano seguinte, ele e Lúcio Cornélio Lêntulo receberam o comando da província da Hispânia como propretores, sucedendo ao jovem general Cipião Africano na função. No ano seguinte, os dois conquistaram os ausetanos e ilergetes, que se revoltaram contra os romanos depois que Cipião seguiu para o norte da África. Lúcio Mânlio só voltou para Roma em 199 a.C. e, apesar de ter recebido do Senado o direito de entrar na cidade em ovação, foi impedido pelo tribuno Públio Pórcio Leca.